# Turismo nell'antica Roma

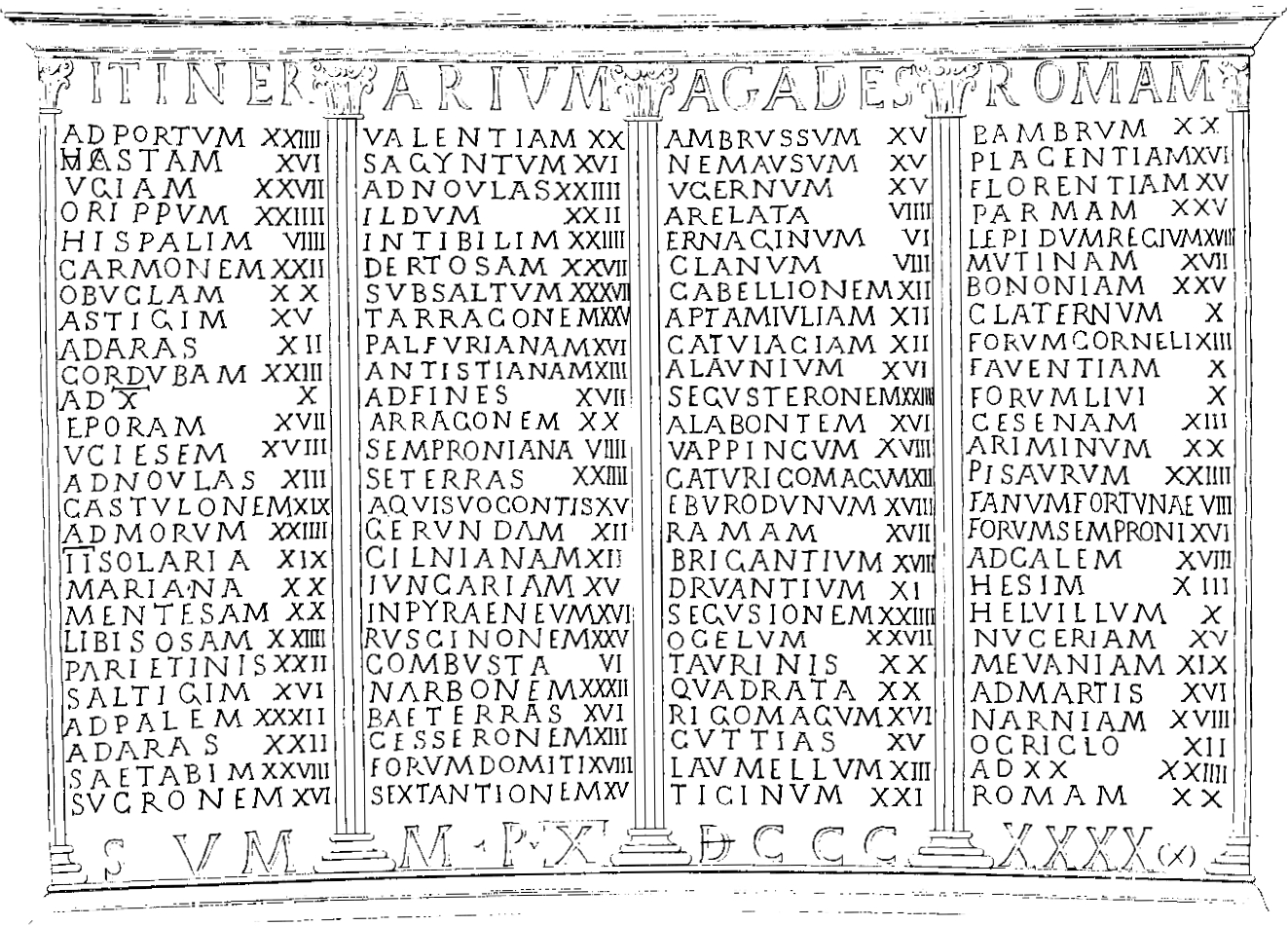
Una antica guida per i viaggi romana risalente al I secolo iscritta sui bicchieri di Vicarello

Il turismo nell'antica Roma fu appannaggio esclusivo delle classi sociali più elevate per via degli alti costi e per i lunghi tempi necessari. Frequenti naufragi. tempeste, mappe di bassa qualità e la mancanza di mezzi di trasporto efficienti erano tutti aspetti che rendevano i viaggi assai difficoltosi. Le destinazioni più frequenti per i turisti dell'antica Roma erano la Grecia, l'Egitto e la costa della Campania nella penisola italiana. In Grecia essi cercavano i siti più importanti dal punto di vista culturale e storico, come i numerosi templi greco-romani e i luoghi dei giochi olimpici antichi a Olimpia. Durante l'età imperiale, l'Egitto fu una delle destinazioni più popolari per i turisti romani che lo percepivano come una terra esotica. Qui, i viaggiatori romani visitavano le piramidi e città come Alessandria d'Egitto e Luxor. I romani più ricchi erano soliti trascorrere i giorni più caldi dell'anno nelle proprie ville fuori Roma o in località di villeggiatura come ad esempio Baia nei pressi di Napoli. Durante i mesi estivi i non romani spesso viaggiavano verso Roma per vedere i grandi monumenti e le imponenti strutture della capitale.
Nell'impero romano, i turisti erano motivati dal concetto di otium che prevedeva di spendere parte del proprio tempo in attività intellettuali, artistiche o filosofiche. Talvolta i turisti perseguivano uno scopo didattico viaggiando verso luoghi ove vivevano i più famosi retorici e insegnanti. Altri ancora si spostavano nella speranza di raggiungere i luoghi più significativi dal punto di vista storico o religioso, come le rovine di Troia o i più famosi templi. Alcuni turisti religiosi confidavano nel fatto che avrebbero così guadagnato la benevolenza di alcuni dei, come nel caso di coloro che si recavano ai templi dedicati a Asclepio nella speranza di guarire da una malattia o per seguire il consiglio di un oracolo. A seguito dell'espansione del cristianesimo iniziarono a comparire i primi pellegrini diretti verso i luoghi considerati santi.

## Modi di viaggiare
I viaggi a lunga distanza erano difficilmente accessibili ai Romani appartenenti alle classi più povere per via del limitato tempo disponibile e per gli alti costi da sostenere. Possibili naufragi, tempeste, mappe di scarsa qualità e avversità nelle condizioni meteorologiche erano altri fattori che rendevano difficile praticare il turismo. L'utilizzo delle strade romane era limitato per la loro scarsa qualità nei tratti più distanti dai centri abitati. Le strade, infatti, erano principalmente pensate per scopi militari più che per coloro che intendevano viaggiare per turismo.
La pirateria era un altro aspetto con cui i viaggiatori dell'antichità dovevano fare i conti. Antiche iscrizioni dimostrano la presenza di pirati nel Mediterraneo sebbene che in età imperiale questo fenomeno fosse molto probabilmente inferiore rispetto all'età repubblicana. Gli autori romani spesso lodano alcuni militari o politici, come Pompeo, per il loro impegno nel debellare la pirateria ma si ritiene che molto probabilmente questi encomi fossero volutamente esagerati per motivi ideologici in quanto utilizzati come mezzo di propaganda per giustificare e promuovere il dominio romano sulle altre terre e l'autorità di taluni comandanti. Nel De imperio Cn. Pompei, Cicerone racconta di come il generale Pompeo avesse annientato la pirateria allo scopo di esaltare le sue capacità di comando così da difendere la Lex Manilia attraverso le quali veniva attribuito allo stesso Pompeo la suprema guida dell'esercito durante la terza guerra mitridatica.
Molti antichi autori vissuti all'epoca del principato asserirono che la pirateria fosse stata sconfitta dagli imperatori. Le Res gestae divi Augusti, un resoconto postumo delle imprese di Augusto scritto intorno al 14 d.C., racconta che i pirati fossero stati sconfitti durante il suo regno, sebbene sia più correttamente da ritenere che la pirateria fosse stata solamente affievolita durante il principato in quanto è certo che i romani dovettero mantenere anche in seguito una vasta e costosa flotta per rendere sicure le rotte. Il turismo romano raggiunse l'apice nel II secolo quando la Pax romana rese più sicuro viaggiare.
I viaggiatori erano facilitati dalla tradizionale ospitalità del mondo Greco-Romano che consideravano al pari di un obbligo morale, le guide e i libri fornivano ausili ulteriori ai viaggiatori. Secondo Plutarco, biografo greco del I secolo, le guide turistiche erano note per la loro loquacità; nella sua raccolta di trattati, conosciuta come Moralia, egli racconta che "le guide avevano tenuto il proprio solito racconto, senza prestare alcuna attenzione alle nostre suppliche di abbreviarlo e di tralasciare la maggior parte delle spiegazioni sulle iscrizioni e sugli epitaffi." Nonio Marcello, un grammatico romano, cita una preghiera satirica del letterato Marco Terenzio Varrone in cui si invoca la protezione a queste guide: "Zeus, proteggimi dalle guide di Olimpia, e tu, Atena dalle tue di Atene." Le guide dell'Antica Grecia tipicamente raccontavano ai turisti i miti e le storie legate alle varie attrazioni. Nell'Amores, dei dialoghi in cui si discute della natura dell'amore, l'autore descrive un incidente occorso al santuario di Dionisio dove numerosi opportunisti affliggo uno dei protagonisti offrendosi di spiegare le storie relative ai vari siti dietro compenso. Pausania il Periegeta, un geografo greco del II secolo, scrisse: "spesso le guide di Argo sono loro stesse consapevoli che il proprio racconto non sia corretto." Plinio il Vecchio, un naturalista romano del I secolo, scrisse una satira sul politico romano Gaio Licinio Muciano, in cui viene dipinto come un turista sprovveduto disposto a credere a tutti questi racconti.

## Mete

### Anatolia e Grecia

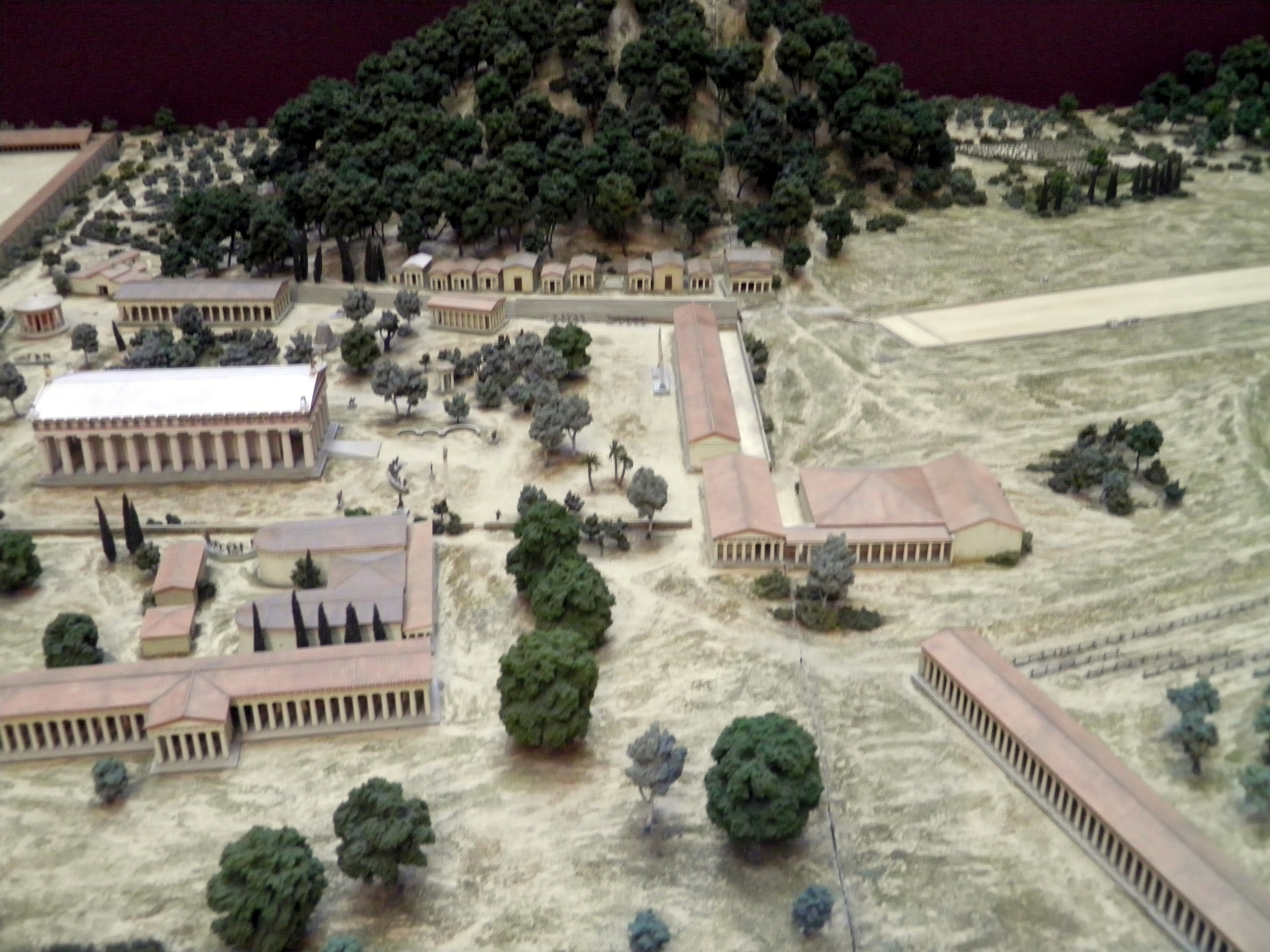
Modello di Olimpia, la città sede degli antichi giochi olimpici

Per i turisti romani dell'antichità era frequente viaggiare verso le isole di Lesbo. Samo, Rodi, Chios e della Ionia. Anche le città greche dell'Asia minore e le rinomate Sparta e Atene furono destinazioni ambite. Sparta, in particolare, divenne una meta molto frequentata durante l'annuale festeggiamento in onore di Artemide. Durante questo evento, i maschi adolescenti venivano frustati sull'altare. Commentatori del I secolo a.C., come Plutarco e Cicerone, consideravano tuttavia questa cerimonia come strana e morbosa. Gli antichi romani erano interessati a visitare anche il colosso di Rodi, la statua di Zeus a Olimpia, il santuario di Protogene. Le rovine di Troia avevano un significato particolare per gli antichi romani per via del mito che faceva discendere dai troiani la propria civiltà. Giulio Cesare volle visitare l'area accompagnato da una guida e fece ereggere un altare in onore dei leggendari antenati. La gens Julia, la famiglia di Cesare, asseriva di discendere dall'eroe mitologico Ascanio, uno dei personaggi dell'Iliade. Germanico Giulio Cesare amava recarsi nel sito dell'antica Troia ritenendo che qui vi fosse la tomba di Ettore, Adriano restaurò quella che pensava fosse la tomba di Aiace Telamonio, mentre Caracalla compì un sacrificio nell'area in cui la leggenda asseriva che vi fosse la tomba di Achille.
Spesso i romani si recavano in Grecia per assistere ai Giochi panellenici, ossia ai giochi olimpici, ai Giochi pitici, ai Giochi istmici e ai Giochi nemei, nonché per visitare i vari templi greci sparsi nella regione. I templi greco-romani erano attrazioni allettanti sia per il loro significato religioso che per l'architettura magnifica. Tuttavia, l'accesso a questi siti era limitato in base alle usanze locali e alle regole specifiche di ciascun tempio. Lo scrittore e geografo greco antico Pausania il Periegeta viaggiò attraverso la Grecia con l'esplicita motivazione di visitare i vari luoghi di culto. Allo stesso modo, Cicerone descrisse una visita a una statua di culto raffigurante Eracle. I templi erano anche analoghi ai musei moderni in quanto potevano contenere ed esporre grandi collezioni di manufatti visitabili per i turisti anche se non raccoglievano un assortimento così diversificato concentrandosi bensì sulla preservazione della storia delle divinità e delle comunità locali. Varie aree in tutta la Grecia affermavano di ospitare tombe di personaggi mitici. La città di Megara dichiarava di possedere i resti di Ifigenia; mentre Pilo i resti di Nestore. In alcuni casi, più città raccontavano di avere i resti della stessa figura leggendaria; Argo e Cipro reclamavano entrambi di ospitare i resti di Arianna.
I templi spesso traevano grandi benefici dal turismo; ai visitatori veniva generalmente richiesto di pagare l'ingresso, solitamente per mezzo di cibo, denaro o oggetti. I templi di Asclepio, il dio greco della medicina, erano spesso meta di persone in cerca di cure miracolose per i loro disturbi. Altri si recavano in Grecia per consultare oracoli, in particolare gli oracoli di Apollo a Delfi, a Delo o a Claros. Anche gli oracoli di Eracle, di Trofonio vicino a Lebadea e il Santuario della Fortuna Primigenia erano molto richiesti.
Il turismo in Grecia assunse maggiore importanza durante il periodo della seconda sofistica, un termine storico che si riferisce agli autori greci dal I al III secolo. Dione Crisostomo, un oratore greco, affermò che i filosofi sofistici attiravano visitatori in Grecia; alcuni presumibilmente giunsero ai giochi istmici per intravedere Diogene Laerzio. Gli scrittori della seconda sofistica enfatizzarono la cultura greca classica motivando i viaggiatori che potevano leggere le descrizioni dei siti preromani nell'opera di Pausania il Periegeta. Pausania, autore di una guida per viaggiatori in Grecia, si astenne dal trattare l'impatto romano sui siti descritti, probabilmente perché animato da sentimenti anti-romani. Pausania potrebbe essere stato anche influenzato dai suoi gusti personali; probabilmente si è concentrato sulla descrizione dei siti che personalmente considerava pù importanti. Un'altra possibilità potrebbe essere quella che Pausania fosse stato mosso dal desiderio di registrare i monumenti greci poiché molti di essi si trovavano in uno stato di decadenza.

### Egitto

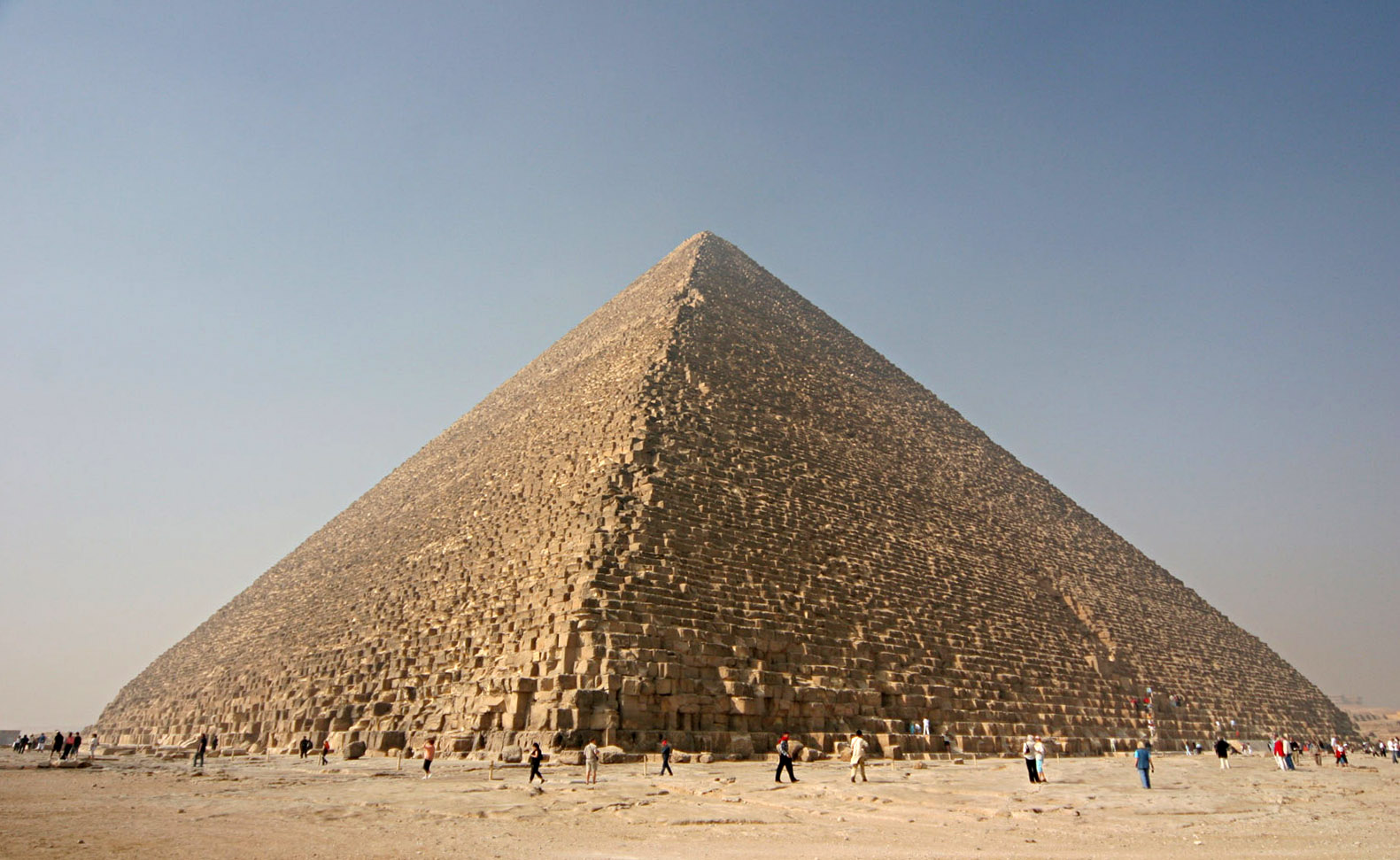
Le piramidi egiziane furono un'attrazione popolare per gli antichi romani

L'Egitto fu un'altra destinazione popolare per i turisti dell'antica Roma con gli scrittori romani che spesso lo descrivevano come un luogo esotico, misterioso e antico. Diodoro Siculo, uno storico greco che visitò l'Egitto nel 60 a.C. racconta di essere rimasto intrigato dalle sue tradizioni uniche che sembravano strane e lontane per un greco:
Strabone, un geografo romano del I secolo a.C., descrisse una possibile trappola per turisti a Siene: i barcaioli locali risalivano la corrente oltre la prima cataratta del Nilo nelle rapide per intrattenere i turisti. Gli antichi romani interpretavano scorrettamente due statue situate a Tebe, probabilmente raffiguranti di Amenhotep II, come rappresentazioni del re mitologico greco Memnone. Queste statue erano famose nell'antichità per la loro presunta capacità di emettere dei suoni e di conseguenza erano diventate attrazioni turistiche celebri. Strabone racconta che quando vide queste statue udì effettivamente dei rumori, tuttavia egli rimase scettico su fatto che questi provenissero da esse e non piuttosto da alcune persone vicine. Le statue erano state ricoperte da graffiti da parte dei turisti romani in cui si raccontava che l'autore avesse sentito la voce di Memnone, altri invece veneravano la supposte capacità miracolose delle statue. Per i turisti romani, era considerato un evento molto fortunato sentire le voci delle statue all'alba oppure più volte durante una visita.
Giulia Balbilla, una poeta nata a Roma nel 72 d.C. e amica dell'imperatore Adriano, scrisse quattro poemi in stile omerico in cui descrive in dettaglio la sua visita alle statue. Nel primo racconta la visita di Adriano alla statua; nel secondo prega la statua di comunicare con Vibia Sabina (la moglie dell'imperatore), sebbene senza successo; nel terzo sostiene che la statua si rifiutasse di parlare "affinché la bella Sabina tornasse di nuovo qui". Tuttavia, Balbilla, scrisse che la statua avesse parlato con Vibia durante la sua seconda visita.
Alessandria e le piramidi erano altri siti celebri dell'Egitto. Le attrazioni più popolari Alessandria erano il Serapeo, il Museo e il faro. I visitatori, inoltre, spesso si recavano a visitare il toro di Api a Menfi e le città di Tebe e Luxor. I templi egiziani come quello di Ptah a Menfi, erano aperti ai visitatori esterni. Inoltre, ai turisti, era permesso prendere parte ai rituali locali.

### Italia

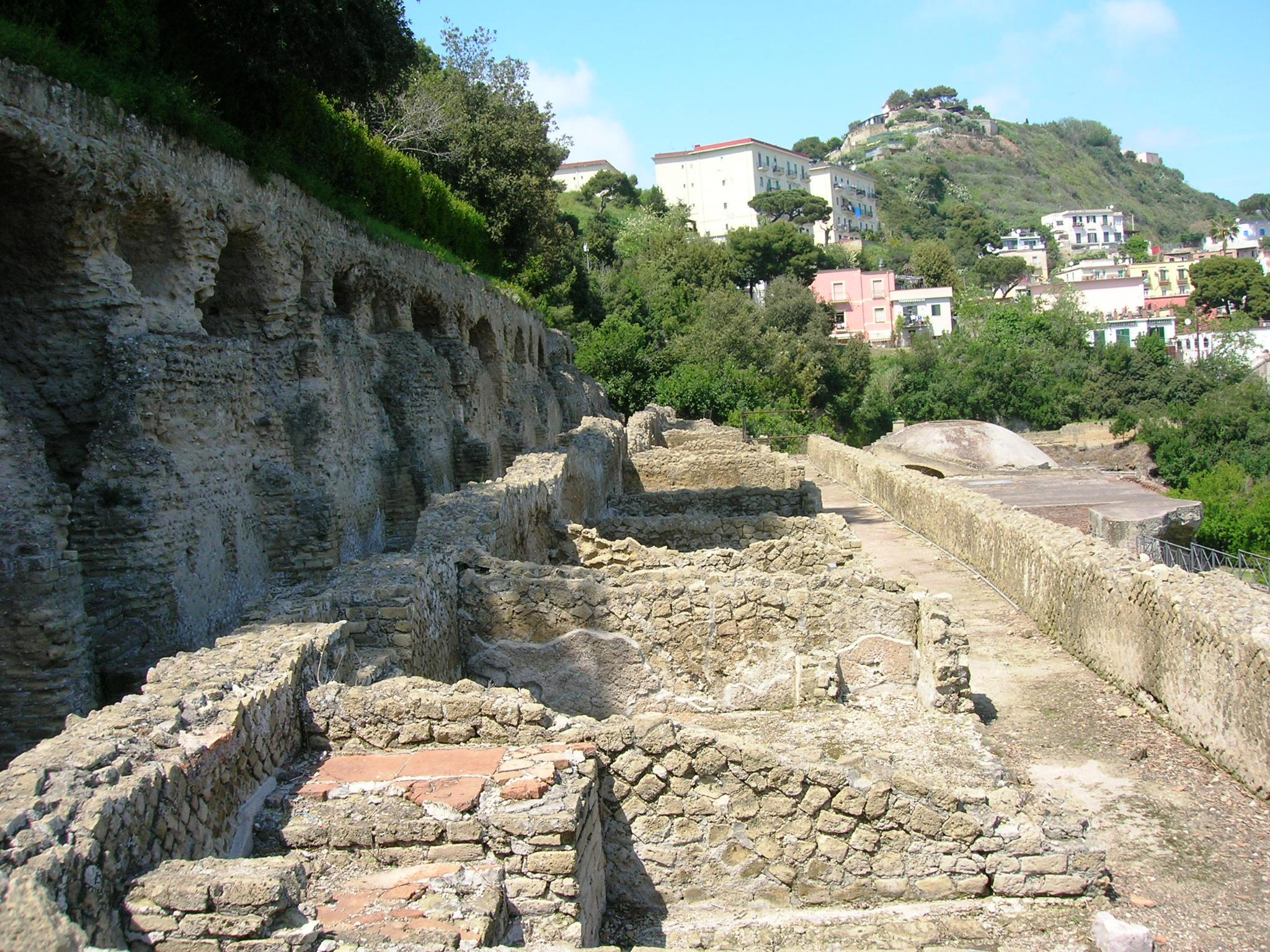
Rovine di una villa romana antica a Baia

Durante l'estate, il caldo oppressivo spingeva molti romani a lasciare la città. i cittadini più abbienti possedevano ville situate al di fuori di Roma dove trascorrere i mesi più caldi dell'anno. Spesso queste si trovavano sulla costa campana sul mar Tirreno. I turisti non romani frequentemente visitavano Roma durante l'estate recandosi alle terme, assistendo alle corse dei carri e alle lotte di gladiatori nel Colosseo o facendo acquisti nei vari mercati sparsi per la città. Gli stadi romani erano considerati una popolare attrazione per il turismo sportivo. Spesso i visitatori si recavano alla base del colle Palatino dove un albero di fico segnava il presunto luogo dove si rovesciò la culla di Romolo e Remo.
I turisti romani spesso soggiornavano sulla via tra Roma e Napoli. Baia è stata un'antica cittadina romana situata nei pressi della moderna Bacoli nel golfo di Napoli e popolare meta turistica soprattutto durante la fine dell'età repubblicana. Baia era conosciuta anche per la sua corruzione, per gli scandali e per l'edonismo che la contraddistingueva. Secondo Marco Terenzio Varrone, si diceva che le taverne fossero numerosissime e che le donne di alta classe fingessero di essere delle prostitute. Varrone aggiunge poi che gli uomini qui si comportavano come ragazzi e i ragazzi come delle ragazze. Era abitudine anche frequentare luoghi come Pompei e Ercolano, anch'essi nel golfo di Napoli. Altre destinazioni popolari comprendevano il golfo di Sorrento, Cuma e Capo Miseno. Orazio, un poeta del I secolo a.C., racconta che in questi luoghi le lussuose ville fossero così tante e così vicine che "i pesci si sentivano angusti". I proprietari di queste ville spendevano il proprio tempo attraversando la riva in lettighe e navigando su barche a remi.
Anche la campagna era una destinazione turistica popolare per gli antichi romani che spesso si recavano sui Colli Albani o nella Sabina a est di Roma. Numerose dimore lussuose vennero costruite in campagna che servivano sia come case che come luoghi di villeggiatura. Queste ville erano autosufficienti, comprendevano una fattoria, ampi magazzini per vino e alimenti e spesso possedevano anche ulteriori servizi come una panetteria. Il turismo sulle Alpi non era particolarmente comune; le persone percepivano le montagne come ostacoli più che come attrazioni. Tuttavia l'Etna, in Sicilia, era celebre come meta sia per il suo significato religioso che per la vista che offriva all'alba. Sulla sua cima vi era una locanda per i visitatori.